# ثربية
ثُرْبِيَّة هو جنس من ثلاثة أنواع من النباتات العشبية المعمرة الأصلية في الغابات في شرق أمريكا الشمالية والصين. سوقها دقيقة تعلو من 15 إلى 50 سم. أوراقها ريشية مخرَّمة ومفصصة. نصالها بحرية الخضار خملية الزغب. أزهارها صفراء اللون. تزرع للتزيين.